# 211省道 (浙江省)
S211省道又名诸东线，是浙江省的一条省道，原编号为22省道。省道起自绍兴诸暨，终于金华东阳。